# Бондарчук Роман Ігорович
Роман Бондарчук (нар. 25 лютого 1986 р., м. Київ — український ілюзіоніст, лауреат міжнародних конкурсів, ведучий власної програми «Ілюзії сучасності» на «К1», співведучий проєкту «Аферисти» на «Новому каналі», розробник трюків для шоу «Битва екстрасенсів» на «СТБ».
Автор першого в Україні трюку зі зникненням екскаватора на НСК «Олімпійський» та постановник ексклюзивного шоу «The Winter of Magic» для Ferrari World в Абу-Дабі.
Ілюзійні виступи цього митця високо оцінили глядачі України, Франції, Італії, ОАЕ, Кіпру та інших країн. Своїми диво-номерами він прагне створити неймовірну атмосферу, сповнену загадки, захвату, гумору, а часом навіть небезпеки.

## Життєпис
Дитинство майбутнього ілюзіоніста минуло в Павлограді (Дніпропетровська обл.). Змалку Романа розвивали як багатогранну особистість: він поглиблював знання з репетиторами та відвідував різноманітні гуртки. Зокрема опановував бальні, народні, спортивні танці. Ба більше, здобув приз на танцювальному конкурсі в Запорізькій області та «бронзу» на всеукраїнських групових змаганнях із рок-н-ролу. Окрім танців займався плаванням.
Старання увінчалися успіхом — школу Роман закінчив із золотою медаллю. До слова, в 11-му класі заробив свої перші гроші, працюючи в рекламній агенції.
Попри низку захоплень ніщо так не запалювало серце хлопця, як фокуси. У школі він уперше побачив виступ ілюзіоніста — і був вражений. Пізніше зацікавлення мистецтвом ілюзіонізму посилив виступ відомого артиста Ігоря Кіо. Та остаточно Роман Бондарчук загорівся цієї справою, побачивши загадкові номери всесвітньо відомого Девіда Коперфілда. Бажання стати майстерним фокусником надихнуло Романа вчитися трюкам, залучаючи до них однокласників.
На час випуску зі школи Роман Бондарчук мріяв перетворити хобі на улюблену роботу, проте не знав, де професійно навчитися фокусів. Тож обрав інженерну справу в Київському політехнічному інституті. Через рік завдяки другу Сергію Ступакову дізнався про Київську академію естрадного та циркового мистецтв, де вчать ілюзії та маніпуляції. Вступивши до мистецького навчального закладу, Роман повністю присвятив себе мрії. Щоправда, батьки були не в захваті від такого рішення сина.
|                   | У моїй родині ні в кого не було творчої професії, тому цей мій вчинок здавався їм кроком у невідомість. |
| — Роман Бондарчук | |

З часом Роман Бондарчук потрапив на телебачення: працював консультантом і розробником трюків на «СТБ», ведучим на «Новому каналі» та «К1», був зірковим гостем великих розважальних проєктів.
Перше велике шоу, яке Роман Бондарчук влаштував разом із шоуменом Сергієм Величанським, відбулося 11 травня 2016 року в «Українському домі». А в липні того самого року артист змусив повірити глядачів у неможливе на сольному magic-шоу «Ілюзіоніст» у київському «Caribbean Club».
Попри успіх Роман Бондарчук переконаний, що його головне досягнення ще попереду.

## Особисте життя
Разом із дружиною Світланою Митрофановою виховує сина. Цікаво, що пару об'єднує не лише кохання, а й робота. Так, Світлана була продюсером і постановником шоу чоловіка у «Caribbean Club» (2016 р.) та «Жовтневому палаці» (2019 р.).

## Участь у конкурсах, нагороди
Лауреат міжнародного конкурсу «5. Joker Magic Day» в номінації «Мікромагія» (Угорщина, Будапешт, 2009 р.).
Гран-прі в номінації «Мікромагія» і спеціальний приз «Найкращий іноземний учасник» на міжнародному фестивалі «Magic Hall Grand Prize» (Чехія, Прага, 2008 р.).
Лауреат конкурсу Рига-Baltic magic convention 2010.
3 місце в номінації «Мікромагія» на відкритому конкурсі Московського клубу фокусників, 2006.

## Цікаві факти
- Роман Бондарчук — єдиний ілюзіоніст в Україні, який виконує трюки зі зникненням великих предметів.
- Учасниками його номерів ставали відомі спортсмени, політики, арабський шейх, а також зірки українського шоу-бізнесу: Потап і Настя, Олена Шоптенко, OLEYNIK, Андрій Бєдняков, Ольга Полякова.
- Єдиний європейський ілюзіоніст, чиє шоу компанія Ferrari обрала для співпраці зі своїм брендом.
- 2019 року Роман Бондарчук розіграв людей в аеропорту «Бориспіль»[8]: вони не на жарт здивувалися, побачивши на стрічці видачі багажу незвичний «реквізит» ілюзіоніста — ящик із жіночими ногами. Відео з реакціями пасажирів стало вірусним та отримало понад 6 млн переглядів.
- Працював актором у київському Театрі на Подолі.
- Знімався в рекламах Samsung, VIZA, Alfa Bank.

## Трюки
Роману Бондарчуку підвладні читання думок, левітація предметів і не тільки. Щоб подарувати глядачеві феєрверк емоцій, артист не боїться йти на ризик і додає своїм виступам небезпеки. Серед найвідоміших його трюків наступні:
- Зникнення 10-тонного ескаватора на НСК «Олімпійський»[1]. Трюк виконаний просто неба, без використання спецефектів.
- Керування авто із заплющеними очима [Архівовано 6 травня 2020 у Wayback Machine.]. Учасником експерименту став ведучий Андрій Бєдняков. Номер зняли з одного дубля у підземному паркінгу.
- Один із найнебезпечніших ілюзійних номерів «Російська рулетка»[9]. Асистенткою Романа Бондарчука стала співачка Оля Полякова.